# Voicu Enăchescu
Voicu Enăchescu (n. 24 mai 1943, Brănești, Dâmbovița – d. 19 noiembrie 2022, București) a fost un dirijor român, considerat maestru în arta corală.

## Biografie
A absolvit Conservatorul de Muzică Ciprian Porumbescu din București, avându-i profesori pe Zeno Vancea, Alexandru Pașcanu, Petre Crăciun și Constantin Romașcanu.
În 1972 fondează Corul de Cameră „Preludiu”, care a devenit unul dintre cele mai apreciate grupuri muzicale din România. În cei peste 40 de ani de existență, Corul „Preludiu” a realizat peste 300 de înregistrări radio și tv, un disc Electrecord și trei CD-uri, peste 1500 de concerte în țară, în Europa, Asia, Statele Unite ale Americii, cu participări la festivaluri de referință. A fost prezent, împreună cu corul „Preludiu”, la toate edițiile Festivalului Internațional „George Enescu” organizate la București după anul 1989. 
Din 1991 este director al Centrului Național de Artă Tinerimea Română, iar din 1998, Voicu Enăchescu este președinte al Asociației Naționale Corale din România.
A fost căsătorit cu Eleonora Enăchescu.

## Premii
- Ordinul „Meritul Cultural” în Grad de Comandor pentru promovarea culturii
- Premiile pentru cel mai bun dirijor, premiul I și medalia de aur la Festivalul Coral Internațional din Beijing, China (2002, 2012)
- Premiul I la Festivalul de Muzică Ortodoxă de la Bialystok, Polonia